# Say Something (Via Audio)
Say Something è il titolo di un album discografico del gruppo musicale Via Audio, pubblicato nel 2007.

## Tracce
1. Developing Active People – 3:31
2. Modern Day Saint – 4:19
3. Harder on Me – 3:14
4. Numb – 3:50
5. We Can Be Good – 4:41
6. Presents - 3:32
7. From Clouds – 3:36
8. Enunciation – 3:35
9. Collaboration – 4:42
10. I Can't Focus – 3:49
11. Hazmat – 3:09